# Wilhelm von Schlieffen

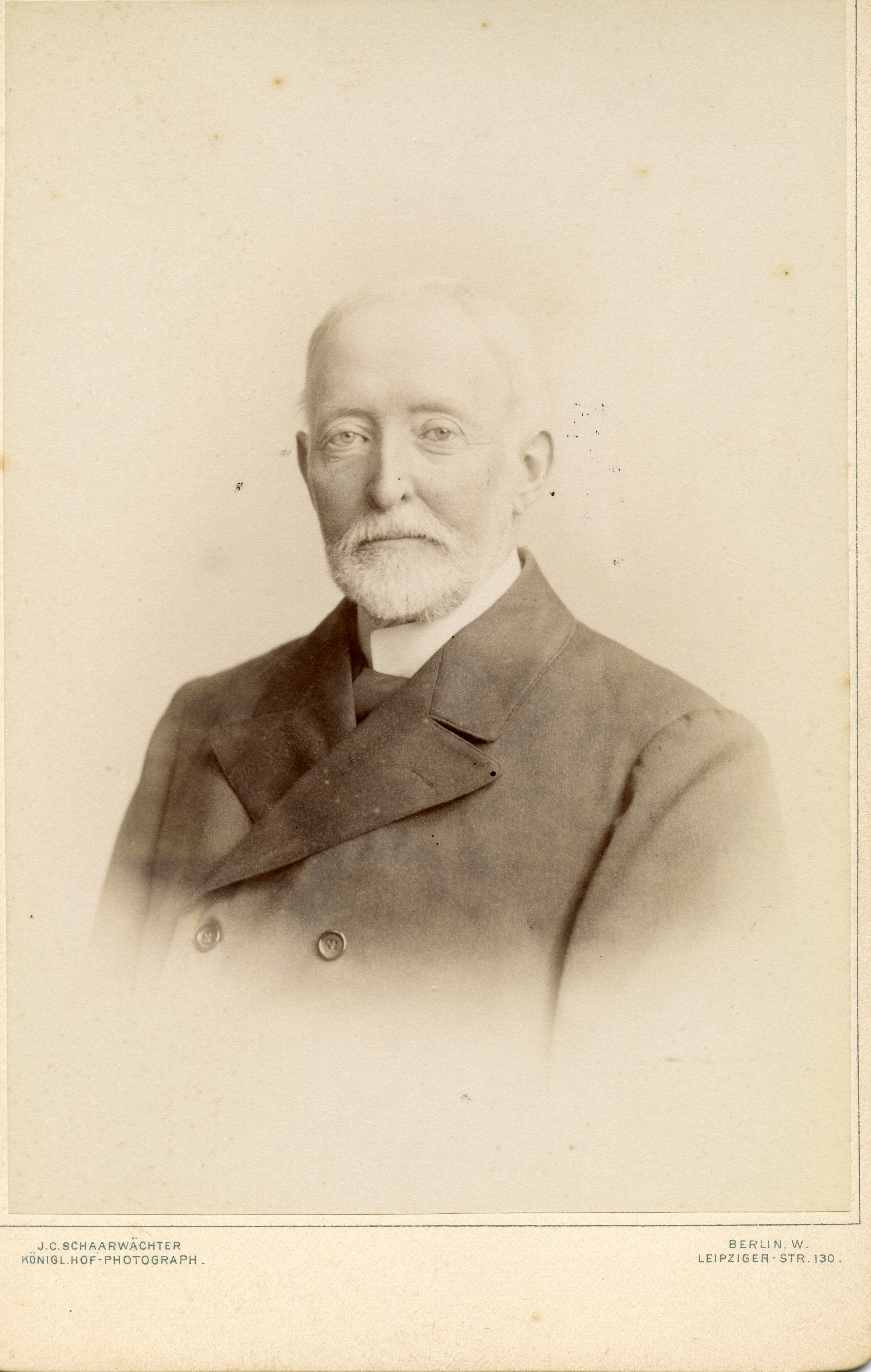
Photographie von Wilhelm von Schlieffen, um 1901. Werk des Photographen Julius Cornelius Schaarwächter

Wilhelm Martin Ernst Ludwig Graf von Schlieffen (* 18. September 1829 in Berlin; † 8. Dezember 1902 in Potsdam) war Majoratsherr, Forschungsreisender und Mitglied des Deutschen Reichstags.

## Leben
Er stammte aus der alten, 1812 in den preußischen Grafenstand erhobenen, pommerschen Adelsfamilie von Schlieffen und war der Sohn des 1836 verstorbenen Grafen Heinrich Wilhelm von Schlieffen (* 19. August 1790 in Czierwienz; † 7. August 1836 in Altwasser), preußischer Major, und dessen Frau Sophia, eine geborene von Jagow (* 24. April 1803; † 29. November 1871).
Schlieffen besuchte das Blochmannsche Institut in Dresden und die Königliche Universität Berlin. 1853 übernahm er den Fideikommissbesitz der Familie in Schlieffenberg. Er war neun Jahre auf Reisen im südlichen Europa, in Syrien, Ägypten und im Ost-Sudan sowie in Algerien. Während des Deutsch-Französischen Krieges 1870/71 war er Delegierter der freiwilligen Krankenpflege.
Schlieffen war ständisches Mitglied des Mecklenburgischen Landtages von 1856 bis 1893 und Mitglied des Landtags-Direktoriums seit 1880. Von 1884 bis 1898 war er Mitglied des Deutschen Reichstags für den Reichstagswahlkreis Großherzogtum Mecklenburg-Schwerin 6 (Güstrow, Ribnitz) und die Deutschkonservative Partei, deren Fraktion er sich jedoch lediglich als Hospitant anschloss.

## Familie
Er heiratete am 15. Mai 1858 die Gräfin Amelie von der Groeben (* 4. August 1839; † 23. Mai 1898). Das Paar hatte mehrere Kinder:
- Martin-Ernst Julius Karl (* 17. Juli 1859) ⚭ 1895 Alma Martha Albertine Johanna Hedwig Eugenie von Flotow (* 15. Dezember 1870)
- Axel Siegfried (* 25. Oktober 1864; † 13. Juni 1907) ⚭ Gräfin Catharina Frederike Johanna Augusta Eleonora Steenbock (* 23. Juni 1863)
- Friedrich-Franz Alexander (* 4. August 1866; † 4. August 1914)

⚭ 1896 (Scheidung) Ella von Sprenger (* 2. Mai 1875)
⚭ 1908 Helene von Bevervoorden tot Oldemeule (* 9. Juni 1862) verwitwete von Alvensleben
- Martha Elisabeth (* 8. Juni 1870)
- Alexandrine (* 21. Mai 1873)
- Heinrich (* 29. Oktober 1876) ⚭ 1907 Mary Georgi (* 25. März 1879)
- Irmgard (* 27. September 1878)

## Werke
- Ursula Drovs, Dagmar Drovs (Bearb.): Von Mecklenburg in den Orient: ein Reisetagebuch aus den Jahren 1850/51. Warnkenhagen/OT Tellow: MFP-Verlag-Tellow [2019] ISBN 978-3-946273-05-9.